# Aplidium magellanicum
Aplidium magellanicum is een zakpijpensoort uit de familie van de Polyclinidae. De wetenschappelijke naam van de soort is voor het eerst geldig gepubliceerd in 2003 door Sanamyan & Schories.